# Patryk Dziczek
Patryk Dziczek (Gliwice, 1998. március 25. –) lengyel korosztályos válogatott labdarúgó, a Piast Gliwice középpályása.

## Pályafutása

### Klubcsapatokban
Dziczek a lengyelországi Gliwice városában született. Az ifjúsági pályafutását a helyi Piast Gliwice akadémiájánál kezdte.
2014-ben mutatkozott be a Piast Gliwice első osztályban szereplő felnőtt keretében. 2019-ben az olasz első osztályban érdekelt Laziohoz igazolt. 2019 és 2021 között a Salernitana csapatát erősítette kölcsönben. 2022. augusztus 31-én hároméves szerződést kötött a Piast Gliwice együttesével. Először a 2022. szeptember 5-ei, Miedź Legnica ellen 2–1-re megnyert mérkőzés 82. percében, Michał Kaput cseréjeként lépett pályára. Első gólját 2022. november 13-án, a Lechia Gdańsk ellen idegenben 3–1-es győzelemmel zárult találkozón szerezte meg.

### A válogatottban
Dziczek az U16-ostól az U21-esig szinte minden korosztályos válogatottban képviselte Lengyelországot.

## Statisztikák
2023. március 12. szerint
| Klub                     | Szezon   | Osztály     | Bajnokság | Bajnokság | Kupa és Ligakupa | Kupa és Ligakupa | Nemzetközi | Nemzetközi | Összesen | Összesen |
| Klub                     | Szezon   | Osztály     | Meccs     | Gól       | Meccs            | Gól              | Meccs      | Gól        | Meccs    | Gól      |
| ------------------------ | -------- | ----------- | --------- | --------- | ---------------- | ---------------- | ---------- | ---------- | -------- | -------- |
| Piast Gliwice            | 2014–15  | Ekstraklasa | 1         | 0         | 0                | 0                | —          | —          | 1        | 0        |
| Piast Gliwice            | 2016–17  | Ekstraklasa | 2         | 0         | 0                | 0                | —          | —          | 2        | 0        |
| Piast Gliwice            | 2017–18  | Ekstraklasa | 24        | 1         | 2                | 1                | —          | —          | 26       | 2        |
| Piast Gliwice            | 2018–19  | Ekstraklasa | 33        | 3         | 1                | 0                | —          | —          | 34       | 3        |
| Piast Gliwice            | 2019–20  | Ekstraklasa | 3         | 0         | 0                | 0                | 4          | 0          | 7        | 0        |
| Piast Gliwice            | Összesen | Összesen    | 63        | 4         | 3                | 1                | 4          | 0          | 70       | 5        |
| Salernitana (kölcsönben) | 2019–20  | Serie B     | 20        | 1         | 0                | 0                | —          | —          | 20       | 1        |
| Salernitana (kölcsönben) | 2020–21  | Serie B     | 15        | 0         | 1                | 0                | —          | —          | 16       | 0        |
| Salernitana (kölcsönben) | Összesen | Összesen    | 35        | 1         | 1                | 0                | 0          | 0          | 36       | 1        |
| Piast Gliwice            | 2022–23  | Ekstraklasa | 17        | 3         | 2                | 0                | —          | —          | 19       | 3        |
| Összesen                 | Összesen | Összesen    | 115       | 8         | 6                | 1                | 4          | 0          | 125      | 9        |

## Sikerei, díjai
Piast Gliwice
- Ekstraklasa
  - Bajnok (1): 2018–19

- Lengyel Szuperkupa
  - Döntős (1): 2019

Salernitana
- Serie B
  - Feljutó (1): 2020–21